# Danh sách sultan của đế quốc Ottoman
Thổ hoàng đổi hướng đến trang này, xem các nghĩa khác tại thổ hoàng (màu sắc) và làng Thổ Hoàng

## Bộ máy hành chính
Từ năm 1299 đến 1922, các vua nhà Ottoman cai trị một đế quốc xuyên lục địa rộng lớn. Lúc hùng mạnh nhất, Đế quốc Ottoman trải dài từ Hungary ở phía bắc đến Somalia ở phía nam, và từ Algérie ở phía tây đến Iraq ở phía đông. Ban đầu, đế quốc có kinh đô tại Bursa ở Tiểu Á, sau đó dời về Edirne năm 1366 rồi lại dời về Constantinopolis (nay là Istanbul) năm 1453 khi thành phố này bị chiếm từ tay Đế quốc Đông La Mã (Byzantine). Những năm đầu của đế quốc Ottoman được kể lại trong nhiều câu chuyện khác nhau mà rất khó xác định là lịch sử hay truyền thuyết; tuy nhiên, phần lớn sử gia nhất trí rằng đế quốc này ra đời năm 1299 và vị vua đầu tiên là Osman I, Hãn vương của bộ lạc Kayı người Thổ Oghuz. Đế quốc Ottoman mà ông sáng lập đã tồn tại trong 6 thế kỷ, với 36 vị vua. Sau thất bại của phe Cường quốc Trung tâm mà Đế quốc Ottoman tham gia trong Chiến tranh thế giới thứ nhất, đế quốc này tan rã. Đế quốc bị phân chia bởi các nước phe Hiệp ước thắng trận, sau đó thắng lợi của cuộc Chiến tranh giành độc lập Thổ Nhĩ Kỳ dẫn tới sự ra đời của nước Cộng hoà Thổ Nhĩ Kỳ hiện đại.
Trong phần lớn lịch sử Ottoman, nhà nước này theo chính thể quân chủ chuyên chế. Vua Thổ - với nhiều chức vị - đứng đầu trong cơ cấu có cấp bậc của Ottoman, và có vai trò trong chính trị, quân sự, pháp luật, xã hội, tôn giáo.[a] Trên lý thuyết, ông chỉ chịu trách nhiệm với mỗi Thượng đế và Thánh luật (şeriat của người Hồi giáo, được biết trong tiếng Ả Rập như sharia), mà ông là người thực thi trưởng. Thiên mệnh của ông được phản ánh trong các tước hiệu Hồi-Ba Tư, ví dụ như "hiện thân của Thượng đế trên trần" (zill Allah fi'l-alem) và "khalip của bộ mặt trong trần gian" (halife-i ru-yi zemin). Mọi đại thần đều do ông bổ nhiệm, và các bộ luật đều do ông ban hành dưới hình thư của một sắc dụ. Ông là tướng chỉ huy tối cao và có tước hiệu chính thức ở mọi vùng đất. Sau sự thất thủ của Constantinopolis năm 1453, các sultan Ottoman tự xem mình như những kẻ kế vị của Đế quốc La Mã, cụ thể hơn là họ xưng Caesar (kaysar) và Hoàng đế. Sau cuộc chinh phạt Ai Cập năm 1517, Selim I cũng xưng khalip, trở thành một ông vua của toàn Hồi giáo.[b] Một tân vương thường mang Gươm Osman, một nghi thức quan trọng tương đương với lễ đăng quang của các vua chúa Âu châu. Nếu nhà vua không làm lễ mang gươm, ông không đủ tư cách để đưa con mình vào hàng những người kế vị.
Dù chuyên chế và có thần quyền trong pháp lý và trong nguyên tắc, quyền của vua Thổ được thực thi có giới hạn. 
Sự khác biệt giữa thời gian trị vì của các vua đầu và cuối là bằng chứng cho sự suy yếu của Đế quốc Ottoman. Suleiman I ở thời thịnh trị của đế quốc vào thế kỷ XVI, là vua trị vì lâu nhất trong lịch sử Ottoman: 46 năm. Murad V ở thời suy vong của đế quốc vào cuối thế kỷ XIX, được xem là vua trị vì ngắn nhất: chỉ 93 ngày rồi bị hạ bệ. Nền quân chủ lập hiến chỉ được thành lập dưới triều người kế vị Murad V, Abdülhamid II, nên ông trở thành vị vua chuyên chế cuối cùng, đồng thời là vị vua lập hiến đầu tiên của Đế quốc Ottoman. Cháu của Abdülhamid II, Hoàng tử Ertuğrul Osman, sống ở thành phố New York năm 1939, là người đứng đầu của dòng họ Ottoman hiện nay và là người được quyền thừa kế ngai vàng Ottoman xưa.

## Danh sách sultan
Dưới đây là danh sách vua nhà Ottoman theo thứ tự thời gian, được lập theo thứ tự thời gian. Những tughra là những cái ấn hay chữ ký của các sultan Ottoman, được viết bằng thư pháp. Những tughra hiện diện ở mọi tài liệu chính thức cũng như đồng thời trên các đồng tiền, thậm chí còn được dùng để chỉ đến sultan thay vì dùng chân dung của ông. Phần "Ghi chú" có chứa thông tin về cuộc đời và huyết thống của nhà vua. Nếu một Sultan bị chết không phải vì lý do bệnh tật hoặc một cái chết tự nhiên thì lý do sẽ được ghi ở phía dưới. Đối với một số Sultan thời kỳ đầu, các Sultan nối ngôi sẽ chưa lên ngôi vội sau khi tiên vương của mình qua đời. Điều này xảy ra thường xuyên vì các Sultan không quyết định việc ai sẽ là người kế nhiệm mình và thường để xảy ra những chuyện theo kiểu "sự sống sót của người thích hợp nhất", vì khi nhà vua qua đời, các con ông đánh chém lẫn nhau cho đến khi có kẻ chiến thắng. Bởi vì những vụ đấu đá nội bộ và những vụ giết anh em để chiếm ngai vàng, nên thời điểm và vị Sultan tiền nhiệm qua đời không trùng với ngày đăng quang của vị Sultan kế nhiệm. Kể từ năm 1617, luật thừa kế thì hệ thống cha truyền con nối được đổi thành một hệ thống mà thay vào đó người lớn tuổi nhất trong dòng họ (ekberiyet) sẽ được chọn làm Sultan. Vì vậy, trong thế kỷ 17 ta không thấy bất cứ trường hợp cha truyền con nối nào mà thay vào đó, ngai vàng thường được trao cho chú hoặc bác. Chế độ này được thực hiện cho đến khi chế độ Sultan bị hủy bỏ, mặc dụ trong thế kỷ 19, từng có cố gắng chọn con trưởng làm thái tử nhưng bất thành.
Dưới đây là các vương hiệu mà các vị vua nhà Ottoman từng dùng:
'Ala Hazrat-i-Aqdas-i-Hümayun (Đấng thiêng liêng) Sultan và Hãn,
Padishah, Hoàng đế,
Hünkar-i Khanedan-i Âl-i Osman, Quốc vương Nhà Ottoman,
Sultan us-Selatin, Sultan của các vị Sultan,
Khakan, nghĩa: Kha hãn,
Amir ül-Mü'minin ve Khalifeh ül-Rasul Rub al-A’alimin, Người dẫn dắt các tín hữu và người kế nhiệm của Nhà tiên tri của Đức chúa trời,
Khâdim ül-Haramayn ush-Sharifayn, Người giám hộ hai chốn tôn nghiêm (chỉ hai thành phố Mecca và Medina),
Kaysar-i-Rûm, nghĩa: Hoàng đế La Mã
Padişah-i thalath şehireha-i Qostantiniyye, Edirne ve Hüdavendigâr, ül şehireyn-i Dimaşq ve Qahira, tamam Azerbayjan, Mağrib, Barqah, Kayravan, Haleb, ül-‘Iraq-i ‘Arab vel ‘Ajam, Basra, ül-dulan-i Lahsa, Rakka, Musul, Partiyye, Diyârbekir, Kilikiyye, ül vilâyatun-i Erzurum, Sivas, Adana, Karaman, Van, Barbariyye, Habeş, Tunus, Trablus-i Garb, Şam, Kıbrıs, Rodos, Girit, ül vilâyet-i Mora, ül Bahr-i Sefid vel Bahr-i Siyah ve i-swahil, Anadolu, Rumeli, Bagdâd, Kurdistân, Yunanistan, Türkistan, Tatariyye, Çerkesyye, ül mintaqateyn-i Kabarda, Gürjistan, ül-Deşt-i Qipçaq, tamam ül-mamlikat-i Tatar, Kefe ve tamam ül-etraf, Bosna, ül şehir ve hisar-i Belgrat, ül vilâyet-i Sırbistan bil tamam ül-hisareha ve şehireha, tamam Arnavut, tamam Eflak ve Boğdan, ve tamam ül-mustamlak vel-hududeha, ve muteaddit mamalekat ve şehireha, Hoàng đế của ba thành phố Constantinopolis, Adrianople và Bursa, và các thành phố Damas và Cairo, cùng toàn thể Azerbaijan, của Magreb, của Barka, của Kairouan, của Aleppo, của người Ả Rập và của xứ Ba Tư thuộc Iraq, của Basra, của Al-Hasa strip, của Ar Raqqah, của Mosul, của Parthia, của Diyarbakır, của Cilicia, và của các tỉnh Erzurum, của Sivas, của Adana, của Karaman, của Van, của người Berber, của Abyssinia, của Tunisia, của Tripoli, của Damas, của Cộng hòa Síp, của Rhodes, của Crete, của các tỉnh xứ Morea, của biển Địa Trung Hải, và Biển Đen cũng như bờ biển xung quanh của nó, của Anatolia, Rumelia, Baghdad, Hy Lạp, Turkistan, Tartary, Circassia, của khu vực Kabarda, của Georgia, của steppe of Kypchaks, của các vùng đất của người Thát Đát, của Kefe, của tất cả các khu vực lân cận, của Bosnia, của thành phố và pháo đài Beograd, của tỉnh Serbia, và tất cả pháo đài và thành phổ trên toàn Albania, của vùng Eflak của Bogdania, cũng như tất cả các nước chư hầu, và các vùng đất khác.
| #                                                 | Vua                                | Chân dung                                             | Lên ngôi             | Kết thúc triều đại         | Chữ ký                           | Ghi chú |
| ------------------------------------------------- | ---------------------------------- | ----------------------------------------------------- | -------------------- | -------------------------- | -------------------------------- | --- |
| 1                                                 | Osman I                            | Minh hoạ về Osman I trong sách của John Young.        | kh. 1299             | kh. 1324                   | — [c]                            | - Con của Ertuğrul Bey; - Trị vì tới khi mất. |
| 2                                                 | Orhan                              | Chân dung Orhan                                       | kh. 1324             | kh. 1360                   | Chữ ký Orhan                     | - Con của Osman I và Mal Hatun; - Trị vì tới khi mất. |
| 3                                                 | Murad I Hüdavendigar               | Chữ ký Murad I                                        | kh. 1360             | 1389                       | Tughra of Murad I                | - Con của Orhan và Nilüfer Hatun; - Trị vì tới khi mất; - Bị giết trong trận Kosovo. |
| 4                                                 | Bayezid I Tiếng Sét                | Chân dung Bayezid I bởi Cristofano dell'Altissimo     | 1389                 | 1402                       | Tughra của Bayezid I             | - Con của Murad I và Gülçiçek Hatun; - Bị bắt trong trận Ankara (de facto kết thúc triều đại ông) - Mất trong ngục ở Akşehir vào ngày 8 tháng 3 năm 1403.                                                     |
| Thời đứt quãng của Đế quốc Ottoman[d] (1402–1413) |                                    |                                                       |                      |                            |                                  | |
| 5                                                 | Mehmed I                           | Chân dung Mehmed I                                    | 1413                 | 1421                       | Chữ ký Mehmed I                  | - Con của Bayezid I và Devlet Hatun; - Trị vì tới khi mất. |
| 6                                                 | Murad II                           | Minh hoạ Murad II trong sách của John Young           | 1421                 | 1444                       | Chữ ký Murad II                  | - Con của Mehmed I và Emine Hatun; - Do chán nản việc triều chính nên thoái vị vì truyền ngôi cho con là Mehmed II.                                                                                           |
| 7                                                 | Mehmed II Nhà chinh phạt           | Mehmed II qua nét vẽ của Gentile Bellini              | 1444                 | 1446                       | Tughra of Mehmed II              | - Con của Murad II và Hüma Hatun; - Giao lại ngai vàng cho vua cha sau khi mời ông về làm vua trở lại. |
| —                                                 | Murad II                           | Minh hoạ Murad II trong sách của John Young           | 1446                 | 3 tháng 2 năm 1451         | Chữ ký Murad II                  | - Trị vì lần thứ hai; - Trở lại làm vua sau cuộc nổi dậy Janissary; - Trị vì đến khi mất. |
| —                                                 | Mehmed II Người chinh phạt         | Mehmed II qua nét vẽ của Gentile Bellini              | 3 tháng 2 năm 1451   | 3 tháng 5 năm 1481         | Tughra của Mehmed II             | - Trị vì lần thứ hai; - Xâm lược Constantinopolis năm 1453; - Trị vì đến khi mất. |
| 8                                                 | Bayezid II                         | Minh hoạ về Bayezid II trong sách của John Young      | 19 tháng 5 năm 1481  | 25 tháng 4 năm 1512        | Tughra của Bayezid II            | - Con của Mehmed II và Mükrime Hatun; - Thoái vị; - Qua đời gần Didymoteicho ngày 26 tháng 5 năm 1512. |
| 9                                                 | Selim I Hung bạo                   | Minh hoạ về Selim I trong sách của John Young         | 25 tháng 4 năm 1512  | 21 tháng 9 năm 1520        | Tughra của Selim I               | - Con của Bayezid II và Ayşe Hatun; - Trị vì đến khi mất. |
| 10                                                | Suleyman I Đại đế hay Nhà làm luật | Suleyman Vĩ đại qua nét vẽ của Nakkaş Osman           | 30 tháng 9 năm 1520  | 6 hoặc 7 tháng 9 năm 1566  | Tughra của Suleiman nhà Làm luật | - Con của Selim I và Hafsa (Hafize) Hatun; - Trị vì đến khi mất. |
| 11                                                | Selim II Nghiện                    | Minh hoạ về Selim II trong sách của John Young        | 29 tháng 9 năm 1566  | 21 tháng 12 năm 1574       | Tughra của Selim II              | - Con của Suleiman I và Hürrem Sultan (Roxelana); - Trị vì đến khi mất. |
| 12                                                | Murad III                          | Chân dung của Murad III bởi John Young                | 22 tháng 12 năm 1574 | 16 tháng 1 năm 1595        | Tughra of Murad III              | - Con của Selim II và Nur Banu Sultan; - Trị vì đến khi mất. |
| 13                                                | Mehmed III                         | Minh hoạ về Mehmed III trong sách của John Young      | 27 tháng 1 năm 1595  | 21 tháng 12 năm 1603       | Tughra của Mehmed III            | - Con của Murad III và Safiye Sultan; - Trị vì đến khi mất; - Bị ám sát. |
| 14                                                | Ahmed I                            | Chân dung của Ahmed I bởi John Young                  | 21 tháng 12 năm 1603 | 22 tháng 11 năm 1617       | Tughra của Ahmed I               | - Con của Mehmed III và Handan Sultan; - Trị vì tới khi mất. |
| 15                                                | Mustafa I                          | Chân dung của Mustafa I bởi John Young                | 22 tháng 11 năm 1617 | 26 tháng 2 năm 1618        | Tughra của Mustafa I             | - Con của Mehmed III, không rõ tên mẹ; - Deposed in favour of his young nephew Osman II. |
| 16                                                | Osman II                           | Chân dung của Osman II bởi John Young                 | 26 tháng 2 năm 1618  | 19 tháng 5 năm 1622        | Tughra của Osman II              | - Con của Ahmed I and Mahfiruz Sultan; - Trị vì tới khi mất; - Bị ám sát bởi Janissary. |
| —                                                 | Mustafa I                          | Chân dung của Mustafa I bởi John Young                | 20 tháng 5 năm 1622  | 10 tháng 9 năm 1623        | Tughra của Mustafa I             | - Tại vị lần thứ hai; - Returned to the throne after his nephew's assassination; - Bị phế truất và giam lỏng tại Istanbul cho tới khi mất ngày 20 tháng 1 năm 1639.                                           |
| 17                                                | Murad IV                           | Portrait of Murad IV bởi John Young                   | 10 tháng 9 năm 1623  | 8 hoặc 9 tháng 2 năm 1640  | Tughra của Murad IV              | - Con của Ahmed I và Kösem Sultan (Mahpeyker); - Trị vì tới khi mất. |
| 18                                                | Ibrahim                            | Chân dung của Ibrahim by John Young                   | 9 tháng 2 năm 1640   | 8 tháng 8 năm 1648         | Tughra của Ibrahim               | - Con của Ahmed I và Kösem Sultan (Mahpeyker); - Bị phế truất trong cuộc đảo chính do Grand Mufti dẫn đầu; - Bị ám sát tại Istanbul vào ngày 18 tháng 8 năm 1648.                                             |
| 19                                                | Mehmed IV                          | Chân dung của Mehmed IV by John Young                 | 8 tháng 8 năm 1648   | 8 tháng 11 năm 1687        | Tughra của Mehmed IV             | - Con của Ibrahim và Hatice Turhan Sultan; - Bị phế truất sau đại bại của quân Ottoman tại trận Mohács; - Qua đời Edirne vào ngày 6 tháng 1 năm 1693.                                                         |
| 20                                                | Suleyman II                        | Chân dung của Suleyman II bởi John Young              | 8 tháng 11 năm 1687  | 22 tháng 6 năm 1691        | Tughra của Suleyman II           | - Con của Ibrahim và Saliha Dilâşub Sultan; - Trị vì tới khi mất. |
| 21                                                | Ahmed II                           | Portrait of Ahmed II by John Young                    | 22 tháng 6 năm 1691  | 6 tháng 2 năm 1695         | Tughra of Ahmed II               | - Con của Ibrahim và Hatice Muazzez Sultan; - Trị vị tới khi mất. |
| 22                                                | Mustafa II                         | Portrait of Mustafa II by John Young                  | 6 tháng 2 năm 1695   | 22 tháng 8 năm 1703        | Tughra of Mustafa II             | - Con của Mehmed IV và Emetullah Rabia Gülnûş Sultan; - Bị tước ngôi trong cuộc khởi nghĩa Janissary; - Mất tại Istanbul vào 8 tháng 1 năm 1704.                                                              |
| 23                                                | Ahmed III                          | Chân dung Ahmed III bởi John Young                    | 22 tháng 8 năm 1703  | 1 hoặc 2 tháng 10 năm 1730 | Tughra of Ahmed III              | - Con của Mehmed IV và Emetullah Rabia Gülnûş Sultan; - Bị truất ngôi trong cuộc khởi nghĩa Janissary do Patrona Halil dẫn đầu; - Mất ngày 1 tháng 7 năm 1736.                                                |
| 24                                                | Mahmud I                           | Chân dung Mahmud I bởi John Young                     | 2 tháng 10 năm 1730  | 13 tháng 12 năm 1754       | Tughra của Mahmud I              | - Con của II và Saliha Sultan; - Trị vị tới khi mất. |
| 25                                                | Osman III                          | Portrait of Osman III by John Young                   | 13 tháng 12 năm 1754 | 29 or 30 tháng 10 năm 1757 | Tughra of Osman III              | - Con của Mustafa II và Şehsuvar Sultan; - Trị vị tới khi mất. |
| 26                                                | Mustafa III                        | Portrait of Mustafa III by John Young                 | 30 tháng 10 năm 1757 | 21 tháng 1 năm 1774        | Tughra of Mustafa III            | - Con của Ahmed III và Mihrimah Sultan; - Trị vì tới khi mất. |
| 27                                                | Abdülhamid I                       | Portrait of Abdülhamid I by John Young                | 21 tháng 1 năm 1774  | 6 hoặc 7 tháng 4 năm 1789  | Tughra of Abdülhamid I           | - Con của Ahmed III và Rabiâ Sultan; - Trị vì tới khi mất. |
| 28                                                | Selim III                          | Chân dung Selim III do Konstantin Kapidagli thực hiện | 7 tháng 4 năm 1789   | 29 tháng 5 năm 1807        | Tughra của Selim III             | - Con của Mustafa III và Mihrişah Sultan; - Bị hạ bệ trong khởi nghĩa Janissary vì những cải cách của ông; - Bị ám sát ở Istanbul ngày 28 tháng 7 năm 1808.                                                   |
| 29                                                | Mustafa IV                         | Portrait of Mustafa IV by John Young                  | 29 tháng 5 năm 1807  | 28 tháng 7 năm 1808        | Tughra of Mustafa IV             | - Con của Abdülhamid I và Ayşe Sine (Seniye Perver Sultan); - Bị hạ bệ trong cuộc khởi nghĩa do Alemdar Mustafa Pasha lãnh đạo; - Bị xử tử ở Istanbul ngày 17 tháng 11 năm 1808.                              |
| 30                                                | Mahmud II                          | Chân dung Mahmud II bởi John Young                    | 28 tháng 7 năm 1808  | 1 tháng 7 năm 1839         | Tughra of Mahmud II              | - Con của Abdülhamid I and Nakşidil Sultan; - Trị vị tới khi mất. |
| 31                                                | Abdülmecid I                       | Portrait of Abdülmecid I                              | 1 tháng 7 năm 1839   | 25 tháng 6 năm 1861        | Tughra of Abdülmecid I           | - Con của Mahmud II và Bezmialem Sultan; - Trị vị tới khi mất. |
| 32                                                | Abdülaziz                          | Portrait of Abdülaziz                                 | 25 tháng 6 năm 1861  | 30 tháng 5 năm 1876        | Tughra of Abdülaziz              | - Con của Mahmud II và Sultana Pertevniyal; - Bị tước ngôi bởi các quan chức dưới quyền ông; - Tìm thấy xác năm ngày sau đó, có thể ông đã tự tử hoặc bị ám sát.                                              |
| 34                                                | Abdülhamid II Vua Đỏ               | Chân dung của Abdülhamid II                           | 31 tháng 8 năm 1876  | 27 tháng 4 năm 1909        | Tughra của Abdülhamid II         | - Con của Abdülmecid I và Tirimüjgan Sultan; - Chế độ quân chủ lập hiến được thành lập; - Bị tước ngôi sau Sự biến ngày 31 tháng 3; - Chuyển đến Cung điện Beylerbeyi, và mất ở đây ngày 10 tháng 2 năm 1918. |
| 35                                                | Mehmed V                           | Chân dung của Mehmed V                                | 27 tháng 4 năm 1909  | 3 tháng 7 năm 1918         | Tughra của Mehmed V              | - Con của Abdülmecid I và Gülcemal Sultan; - Làm vua bù nhìn tới khi mất. |
| 36                                                | Mehmed VI                          | Chân dung Mehmed VI bởi Sebah & Joaillier             | 4 tháng 7 năm 1918   | 1 tháng 11 năm 1922        | Tughra của Mehmed VI             | - Con của Abdülmecid I và Gülistan Sultan; - Chế độ Sultan bị bãi bỏ; - Rời khỏi Istanbul ngày 17 tháng 11 năm 1922; - Mất trong khi bị đi đày tại Sanremo, Italia vào ngày 16 tháng 5 năm 1926.              |
| Dissolution of the Ottoman Empire[e] (1922–1923)  |                                    |                                                       |                      |                            |                                  | |
| —                                                 | Abdülmecid II (Chỉ xưng Caliph)    | Chân dung của Abdülmecid II                           | 18 tháng 11 năm 1922 | 3 tháng 3 năm 1924         | — [c]                            | - Con của Abdülaziz và Hayranıdil Kadınefendi; - Được tấn phong làm Caliph bởi TBMM; - Bị đi đày sau khi bị truất ngôi Caliph; - Mất tại Paris, Pháp ngày 23 tháng 8 năm 1944.                                |

t